# 別府競輪場
別府競輪場（べっぷけいりんじょう）は大分県別府市にある競輪場。施設所有および主催は別府市。競技実施はJKA西日本地区本部九州支部。電話投票における競輪場コードは86#。

## 概要
別府競輪場は1950年に開設された。本場入場料は無料となっている。
記念競輪（GIII）として「オランダ王国友好杯」が毎年11月（2021年は時期移動で6月に開催された）に行われている。なお、2024年以降はナイター開催として行われる。
特別競輪については、GIIは幾つか開催実績があり、1991年と1992年にはふるさとダービーが、2008年には東西王座戦が、2019年にはサマーナイトフェスティバルが、2023年にはウィナーズカップが、それぞれ開催された。GIは2019年の2月に読売新聞社杯全日本選抜競輪で初めて開催された（2018年度扱い）。
インターネットによるレースのライブ中継の歴史は古く、1997年5月の記念競輪で試験導入した。
2005年10月より、バンクおよびメインスタンドの改修工事を行い、翌2006年11月に完成した。
2012年11月3日から5日までの開催では『9時からだョ!全員集合!』として午前9時00分に第1R発走とするモーニングレースを実施している。
2016年12月から選手宿舎および管理関係施設の改築により2017年9月まで本場開催を休催していた。その間にバンクの再改修工事とミッドナイト競輪の開催も視野に入れたナイター競輪の設備を設置し、2018年1月23日からの開催よりナイター競輪（全国17場目）の「べっぷ湧くわくナイトレース」、同年2月13日からの開催よりミッドナイト競輪（全国12場目）が開始された。
2018年には翌年の全日本選抜競輪開催に合わせ、元柔道家でタレントの篠原信一を、別府競輪誘客プロモーションキャラクターに起用していた。
マスコットキャラクターは「ゆ〜坊」（公式サイトでは2001年6月8日発信）と「マー君」（公式サイトでは2002年11月5日発信）。
トータリゼータシステムは2015年11月20日より日本トーターを採用している。以前は富士通フロンテックを採用していた。
2022年度以降、各競輪場の主催者ごとの開催回数は最大14～15開催となっているが、別府競輪場（別府市主催）は18～19開催が設定されており、競輪の1主催者における開催日数は最上位である（同年度実績では100日間開催。ただし借り上げ開催を含めた実施競輪場毎の開催日数は小倉競輪場の方が上回る）。

## チャリロト
2011年10月10日の開催から重勝式投票にあたるチャリロトを発売しているが、2012年11月開催からグループ開催方式による発売へ移行するため、現行のキャリーオーバーによる発売は同年11月5日を最終日として一旦終了することになり、最終日は特例として各賭式でキャリーオーバーがあった場合は一つ外した目でも的中の扱いとしていたが、的中者のいなかったチャリロトの475万6050円、チャリロトセレクトの3700円は、別府市の収入となった。
11月12日の開催よりキャリーオーバーを共有する『グループG』としての発売となり、豊橋競輪場・熊本競輪場・小倉競輪場・松阪競輪場と共有している。なおキャリーオーバーの対象外であるチャリロト3は別府単独で発売される。

## バンク
1周400mのバンク。コーナーの曲線（緩和曲線）はレムニスケートを採用しているが、改修工事によって直線が若干短くなったため、全体的なクセは少ないといえる。
3コーナー側はバックストレッチの裏を通る道路（国道10号）を挟んで海が面しているため、風の影響に注意が必要。なお大画面映像装置はバックストレッチの3コーナー寄りに設置されている。

## アクセス
- 日豊本線（JR九州）亀川駅または別府大学駅から徒歩約15分。
  - 大分交通または亀の井バス『照波園』停留所下車。
- 別府観光港から徒歩約25分。

## 場外車券売場
- サテライト宇佐 - 大分県宇佐市大字山下1456-4

## 競輪温泉
別府温泉一角にある別府競輪場では、敷地内・スタンドとは別棟にも温泉施設を設置している。競輪開催日程とは関係なく、月2日間の定休日以外営業している。別府八湯温泉道参加施設である。
- 単純温泉

## コマーシャル
- 別府けいりんの選手が通う架空の学園が舞台の2022年度のCM「オトナのトキメキ　ラブ♡リン」を公開している。「青春も競輪もドキドキがとまらない」のコミュニケーションワードのもと、プロモーションYouTubeサイトで視聴できる。

- コミカルなTVCM『別府競輪の男達』シリーズが、2008年第48回ACCCMフェスティバルで入賞を果たした。2011年には『第2章』、2014年には『最終章』と計3シリーズ製作されており、公式サイトで全編視聴可能となっている。2017年には10月の開催再開に先駆け、『新・別府競輪の男達』シリーズが開始された。こちらも公式サイトで全編視聴可能となっている。

## 歴代記念競輪優勝者
| 年     | 優勝者     | 登録地 |
| ------ | ---------- | ------ |
| 2002年 | 荒井崇博   | 佐賀   |
| 2003年 | 小川圭二   | 徳島   |
| 2004年 | 荒井崇博   | 佐賀   |
| 2005年 | 海老根恵太 | 千葉   |
| 2006年 | 平原康多   | 埼玉   |
| 2007年 | 井上昌己   | 長崎   |
| 2008年 | 井上昌己   | 長崎   |
| 2009年 | 市田佳寿浩 | 福井   |
| 2010年 | 鈴木謙太郎 | 福島   |
| 2011年 | 松坂洋平   | 神奈川 |
| 2012年 | 岡田征陽   | 東京   |
| 2013年 | 新田祐大   | 福島   |
| 2014年 | 後閑信一   | 東京   |
| 2015年 | 金子貴志   | 愛知   |
| 2016年 | 岡村潤     | 静岡   |
| 2017年 | 田中晴基   | 千葉   |
| 2019年 | 松井宏佑   | 神奈川 |
| 2020年 | 浅井康太   | 三重   |
| 2021年 | 守澤太志   | 秋田   |
| 2023年 | 守澤太志   | 秋田   |
| 2024年 | 阿部将大   | 大分   |
| 2025年 | 守澤太志   | 秋田   |
| 2026年 |            |        |

※1節4日間制開催となった、2002年4月以降の歴代記念競輪優勝者を列記。

### その他のG3
| 年     | 種別       | 開催名称 | 優勝者   | 登録地 |
| ------ | ---------- | -------- | -------- | ------ |
| 2024年 | ナイターG3 |          | 大西貴晃 | 大分   |
| 2025年 | ナイターG3 |          |          |        |
| 2026年 | ナイターG3 |          |          |        |